# Canal Extremadura Radio

Canal Extremadura Radio est le nom commercial de la radio autonome de l'Estrémadure.  La Sociedad Pública de Radiodifusión Extremeña a été créée le 27 mars 2005. Canal Extremadura Radio et Canal Extremadura Televisión appartiennent à la  Corporación Extremeña de Medios Audiovisuales (CEXMA), créée en 2000.

## Présentation
En décembre 2005 la radio commence sa diffusion. Elle n'émet alors que de la musique. C'est à partir du 5 juin 2006 qu'elle commence à offrir des émissions d'information.
Ses installations se trouvent à Merida, la capitale de l'Estrémadure. Elle possède en plus un centre de production à Cáceres avec des antennes à Badajoz, Plasencia, Villanueva de la Serena et Madrid.